# Halikarnass
Halikarnass či Halikarnássos, řecky Ἁλικαρνᾱσσός, turecky Halikarnas, bylo starověké město v Malé Asii (dnešní Turecko) přináležející ke starořecké civilizaci. Leželo v jihozápadní Kárii, u zálivu Gökova. Ruiny Halikarnassu jsou dnes součástí tureckého města Bodrum. Zakladateli a prvními osadníky byli Dórové z Peloponésu (patrně z Troizény a Arga), byť není vyloučeno že na místě stála již předtím mykénská osada. Hérodotos tvrdil, že navzdory dórským kořenům mělo město spíše iónskou kulturu. Název města byl možná odvozen od luvijského slova označujícího pevnost. Luvijci byli původními obyvateli oblasti v době bronzové. Město proslulo mauzoleem (postaveno 353 až 350 př. n. l.), které staří Řekové řadili mezi sedm divů světa, a které bylo prvním mauzoleem historie, jež dalo všem příštím název. Jeho staviteli byli král Mausólos a jeho manželka a sestra Artemisia II. Archeolog Charles Newton v roce 1857 vykopal ruiny mauzolea, takže bylo možno sestavit poměrně jistý model stavby. Naopak pozoruhodně zachovalé zůstalo divadlo, dnes nejobdivovanější památka. Halikarnass byl v řecké civilizaci výjimečný tím, že si zachoval monarchický systém vlády i v době, kdy se většina ostatních řeckých městských států svých králů zbavila. Další jedinečností bylo, že se Halikarňané dostali do sporu se svými dórskými sousedy a opustili volný svazek zvaný Dórské šestiměstí, čímž vzniklo Dórské Pentapolis. Třetí výjimečností bylo, že zatímco většina ostatních polis v Malé Asii se vzbouřila vůči Peršanům (výsledkem byly řecko-perské války), Halikarnass, pod vedením královny Artemisie I., zůstal vůči Achaimenovské říši loajální. Bojoval dokonce proti Řekům a Artemisia se proslavila jako námořní velitelka v bitvě u Salamíny. Tvořil součást Perské říše, dokud ho nedobyl Alexandr Veliký roku 333 př. n. l. Během Alexandrova obléhání bylo město prakticky zničeno, neboť ustupující Peršané ho zapálili. Podle Cicera bylo potom zcela opuštěné, ale spíše fungovalo dále, byť ztratilo na významu. Byzanc tam později zřídila biskupství. Křesťanské a pozdější dějiny místa již však spadají do dějin města Bodrum. V Halikarnassu se narodila řada významných osobností starořeckého světa: historik Hérodotos nebo spisovatel Dionýsios z Halikarnassu.